# Игра престолов (настольная игра)
Игра престолов (англ. A Game of Thrones) — стратегическая настольная игра, создана Кристианом Петерсеном (Christian T. Petersen), впервые выпущена издательством Fantasy Flight Games в 2003 году. Игра основана на серии фэнтези-романов американского писателя Джорджа Р. Р. Мартина.
В «Игре престолов» игроки вступают в борьбу за власть над Семью Королевствами, управляя Великими Домами, включая Дом Старков, Дом Ланнистеров, Дом Грейджоев, Дом Баратеонов, Дом Тиреллов, а в дополнении «Битва королей» — Дом Мартеллов. Игроки руководят армиями Домов, собирая поддержку в различных регионах Вестероса, с целью накопить достаточно власти, чтобы претендовать на Железный трон. Механика игры напоминает Дипломатию, особенно процессом отдачи приказов, но в целом «Игра престолов» значительно сложнее.
В 2011 году вышло второе издание настольной игры. На русском языке игра выпускается компанией «Мир Хобби».

## Правила игры

### Условия победы
Чтобы одержать победу, игроку необходимо захватить власть над определённым количеством замков и крепостей (доступные области определены заранее, они зависят от количества игроков), или иметь наибольшее количество замков и крепостей в подвластных землях в конце десятого раунда.

### Подготовка к игре
Игровой процесс протекает на поле, которое представляет собой континент Вестерос, разделённый на регионы. В большинстве регионов расположена хотя бы одна стратегическая иконка, обозначающая замок, крепость, бочонок снабжения, или иконку власти. Некоторые области имеют несколько таких иконок. Игрок выбирает себе Дом, размещает стартовые юниты войск на игровом поле, получает имущество дома и расставляет жетоны влияния, победы и снабжения на специальных треках.
Игроки, занимающие первое деление на треках влияния (Железный трон, Вотчины, Королевский двор), получают соответствующий жетон превосходства: Железный трон, Валирийский меч, Посыльный ворон. Эти жетоны дают обладателям особые возможности, которые можно применять во время игры.
Необходимо подготовить колоды Вестероса, перемешав их и разделив на стопки в соответствии с цифрами на рубашках. Также разместить колоду одичалых и жетон угрозы, который показывает силу нашествия одичалых.

### Раунд игры
Партия длится десять раундов. Каждый раунд состоит из трёх фаз:
1. Фаза Вестероса (не разыгрывается в первом раунде)
2. Фаза замыслов
3. Фаза действий

#### Фаза Вестероса
Начиная со второго хода, в начале каждого раунда, игроки переворачивают карты Вестероса (по одной из каждой колоды) и исполняют их инструкции. Карты Вестероса содержат события, которые позволят игрокам устроить сбор войск в подвластных землях, вступить в борьбу за влияние, пересмотреть снабжение для войск. События также могут запретить игрокам использовать определённый тип приказа в текущем раунде, или даже вызвать атаку одичалых.

#### Фаза замыслов
Игроки обязаны разместить жетоны приказов рубашкой вверх в регионах, где находятся отряды Дома. Отличительная особенность «Игры престолов» в том, что все игроки отдают приказы одновременно, стараясь предугадать действия противника и создать наилучшую стратегию действий. Кроме того, у каждого Дома имеется ограниченное количество приказов каждого типа, которые они могут использовать.
Приказы бывают пяти типов:
1. Марш (даёт отрядам возможность перемещаться из одной области в другую, вступая в сражение, если там находятся отряды другого Дома)
2. Оборона (даёт отрядам бонус к защите, если в их область был совершён поход вражеских отрядов)
3. Подмога (даёт отрядам возможность участвовать в сражениях, проходящих в соседних регионах)
4. Набег (игрок может снять вражеский приказ набега, подмоги и усиления власти из соседней области)
5. Усиление власти (позволяет игроку получить жетон власти, который можно использовать для усиления влияния)

У каждого дома есть только три приказа каждого типа, однако один приказ каждого типа отмечен звёздочкой. Игроки могут использовать ограниченное количество приказов со звёздочкой. Это ограничение зависит от положения дома на треке Королевского двора.

#### Фаза действий
В этой фазе отряды Домов выполняют полученные приказы. Игроки ходят по очереди в соответствии с положением Дома на треке Железного трона. В порядке хода игроки выполняют приказы набегов, потом приказы походов, а в конце раунда — приказы усиления власти. Приказы обороны и подмоги не разыгрываются отдельно, они выполняются, когда начинается сражение.
Во время боя, игроки складывают силу каждого дружественного юнита, стоящего в области и получают общую силу войска. На общую силу могут оказывать влияние приказы, которые игроки отдали в Фазе замыслов (соответствующее число бонуса указано на самом приказе), также игроки вправе запросить помощь от любых войск в соседних регионах, если там размещён приказ подмоги. Наконец, игроки выбирают карту Дома из своих рук, чтобы представить своего лидера в сражении. На картах изображены лучшие люди Домов, имеющие особые таланты, влияющие на процесс сражения или его итоги. Когда общая боевая сила отрядов подсчитана, побеждает игрок с наибольшим её количеством, обязывая противника отступить войском. В некоторых случаях, проигравшему необходимо уничтожить свои юниты. При равном количестве общей силы, побеждает игрок, который занимает наиболее выгодную позицию на треке Вотчин. Игрок, обладающий Валирийским мечом, может один раз на раунд прибавить +1 к общей силе войска.
Когда возникает спор в невоенных вопросах, Дом, владеющий жетоном Железного трона, разрешает его на своё усмотрение.
После того, как были выполнены приказы усиления власти — раунд заканчивается, игра переходит в фазу Вестероса.

## Дополнения

### Битва королей
Дополнение «Битва королей» вышло в 2004 году, принося в игру несколько изменений: добавлен шестой Дом — Дом Мартеллов, введён новый тип юнита (осадная башня), добавлены порты в некоторые области, сделаны новые карты Домов с более широким разнообразием талантов и выпущены особые приказы для каждого Дома. Это расширение было интегрировано с основной игрой во втором издании.

### Буря мечей
Дополнение «Буря мечей» вышло в 2006 году. Дополнение содержит новые тактические карты, карты союзников, переделанные карты Домов, новые карты Вестероса, новые юниты и новое поле для игры отдельно от основной версии.

### Танец с драконами (дополнение ко 2-му изданию)
Дополнение «Танец с драконами» вышло в 2012 году, добавляя 42 альтернативные карты Домов для второго издания «Игры престолов». Также в комплект входит специальный сценарий и альтернативное расположение всех шести Домов, отвечающее последним событиям фэнтези-вселенной. Дополнение «Танец с драконами» было выпущено до дополнения «Пир стервятников», отклоняясь от порядка выходящих книг.

### Пир стервятников (дополнение ко 2-му изданию)
Дополнение «Пир стервятников» вышло в 2013 году, добавляя сценарий для четверых игроков. Альтернативные условия победы, сокращение времени игры и карты Дома Арренов являются основными нововведениями дополнения. Также были выпущены 48 новых карт.

## Второе издание
В октябре 2011 года, Fantasy Flight Games анонсировала второе издание, вносящее небольшие изменение в геймплей игры. Второе издание включает в себя изменения, которые были внесены в игру дополнением «Битва королей» (Дом Мартеллов, осадная башня, порты, которые уже напечатаны на поле). Появление Дома Мартеллов привело к перерисовке южной части Вестероса, произошло разделение области на большее количество районов. Остальные нововведения касаются изменения стартового положения юнитов для некоторых Домов, возможностей карт Домов, последствий использования приказов усиления власти и набега со звёздочкой и возможности использования карт перевеса, влияющих на исход боя.

## Игра по переписке
- Посыльный ворон — Российское сообщество для игры по переписке

Данное сообщество объединяет людей, увлеченных Игрой престолов. Цель группы - привлечение внимания к настольной Игре Престолов, расширение аудитории игроков и популяризация игры. Здесь собираются игроки с разных концов страны (а кое-кто даже из других стран), чтобы сражаться друг с другом на землях Вестероса в формате переписки. Любые форматы, от классической версии до дуэлей с авторскими дополнениями - в этом сообществе возможно все. Участие в партиях подразумевает наличие у игроков коробки с базовой версией Настольной Игры Престолов.